# Kerényi Kata
Kerényi Kata (Budapest, 1979. október 6. –) pedagógus, író, költő, publicista

## Életpályája
Édesanyja Kerényi Mari pedagógus, édesapja Kerényi Ferenc irodalomtörténész. 1998-ban érettségizett a budapesti Eötvös József Gimnáziumban. 2004-ben szociálpedagógus diplomát szerzett család-gyermek- és ifjúságvédelem szakirányon. Dolgozott kreatív szövegíróként, fordítóként, online tartalomfejlesztőként. 2010 óta a Zöld Kakas Líceum munkatársa. 2021 és 2023 között a Viszont online lap vezető szerkesztője

## Munkássága
Versei és novellái rendszeresen jelennek meg irodalmi lapokban. Versfordításai jelentek meg angolról, németről és spanyol nyelvről. 
2008 és 2017 között a Hyperflite (Atlanta, GA) hivatalos bloggere
2011 és 2014 között szerkesztője és munkatársa a Gépnarancs közéleti lapnak Brandybuck néven
2015 és 2020 között tagja a Cafeblog blogcsalád VIP-programjának. 
2017-ben jelent meg Nem tudom, hogyan kell másnak lenni című könyve 
2017 óta a B1 blogcsalád munkatársa
2018 és 2020 között, majd 2023-tól a Nők Lapja Café munkatársa
2021-ben Nadia címen jelent meg regénye angol nyelven
2021 és 2023 között a Viszont online lap vezető szerkesztője

## Fontosabb publikációk

### Könyv
- Nem tudom, hogyan kell másnak lenni (2017)
- Nadia (2021)

### Blogok
- https://alterkata.blog/
- https://irokolvasok.com
- https://paws4all.net

### Cikkek
- https://www.nlcafe.hu/szerzo/kerenyikata/
- https://b1.hvgblog.hu/author/kkerenyi/
- https://www.viszont.hu/?s=ker%C3%A9nyi